# Closed at Ten
Closed at Ten è un cortometraggio muto del 1914 diretto da Harry A. Pollard che ne è anche l'interprete principale insieme alla moglie, l'attrice Margarita Fischer. Prodotto dalla Beauty (American Film Manufacturing Company), il film si basava su un soggetto di Frank Cooley.

## Trama
Jack Bandie e Marjorie Holmes, che frequentano lo stesso college, sono innamorati l'uno dell'altra. Jack è così sicuro dell'amore della ragazza che, ancora prima di dichiararsi, si procura la licenza di matrimonio. Una sera a un ballo, le chiede la mano. Lei acconsente ma poi, quando viene a sapere della licenza, offesa, gli ridà l'anello e rompe con lui.

Adesso il suo problema è quello di tornare al college entro le dieci. Viene accompagnata da Evans, un rivale di Jack, ma i due arrivano quando ormai il dormitorio è chiuso. Evans riesce a trovare una scala sulla quale Marjorie si arrampica ed entra dalla finestra... scoprendo con orrore di essere finita in una stanza del dormitorio dei maschi che poi si rivelerà essere quella di Jack.

La ragazza si nasconde sotto il letto, ma Jack la trova. Mentre stanno cercando di capire come uscire da quella scomoda situazione, compare un professore. Sarà un astuto stratagemma di Marjorie a risolvere l'inghippo e a farla uscire senza che il professore capisca chi sia.

## Produzione
Il film fu prodotto dalla American Film Manufacturing Company.

## Distribuzione
Distribuito dalla Mutual, il film - un cortometraggio in una bobina - uscì nelle sale statunitensi l'11 maggio 1914. Nello stesso anno, uscì anche nel Regno Unito distribuito dalla American Co.